# Tsali
Tsali (Cheroqui: ᏣᎵ) fue un destacado líder de los Cheroqui durante dos períodos diferentes de la historia de la tribu. Cuando era joven, Tsali se unió a la facción Chickamauga de los Cheroqui a finales del siglo XVIII y se convirtió en un líder en la lucha contra los hombres de la frontera estadounidense y su constante expansión hacia tierras tribales. Más tarde, en 1812, pasó a ser conocido como El Profeta e instó a los Cheroqui a aliarse con el guerrero Shawnee, Tecumseh, en la guerra contra los estadounidenses. Dos décadas más tarde, en lo que parecía el cumplimiento de su profecía anterior, se resistió a la expulsión forzosa de los nativos americanos de sus pueblos montañosos del oeste de Carolina del Norte y, como resultado, un gran número de seguidores de Cheroqui con ideas afines se unieron a él. Tras el martirio de Tsali, los trescientos seguidores suyos fugitivos que quedaron libres después de su sacrificio se convirtieron en los antepasados de unos 14.000 miembros registrados de la Banda Oriental de los indios Cheroqui que viven hoy en el límite de Qualla.

## Primeros años de vida
Tsali nació y creció en un asentamiento Cherokee llamado Kusavatti. Sucedió al Jefe de Guerra de Chickamauga, Canoe Drag, quien se trasladó al suroeste durante la Guerra Revolucionaria y continuó la Guerra Cherokee-Americana.

## El profeta
En los años turbulentos que precedieron a la Guerra de 1812 y la Guerra Creek, Tsali, un tradicionalista, se convirtió por primera vez en una figura importante en la escena nacional Cherokee. Conocido como el "Profeta Shawnee", las enseñanzas de Tenskwatawa comenzaron a impregnar a los nativos americanos del sudeste, provocando un resurgimiento de la cultura y la religión tradicionales. Tenskwatawa era hermano de Tecumseh, un líder shawnee que dirigió la resistencia india contra los estadounidenses. La influencia de Tenskwatawa inspiró más tarde lo que el antropólogo James Mooney llamó el "Movimiento Cherokee de Danza Fantasma". Este despertar aumentó la fama de Tecumseh. Visitó a representantes del Creek Council y otras tribus del sureste de Tuccabatchee. Los llamó a unirse, a abandonar sus formas de cultura, a tomar las armas juntos y a ir juntos a la guerra contra Estados Unidos.
El Consejo Nacional Cheroqui había enviado una pequeña delegación encabezada por Major Ridge (o "The Ridge") para escuchar a Tecumseh. En general, fue bien recibido pero, cuando Tecumseh preguntó a la delegación Cheroqui cuándo podría hablar con su Consejo Nacional, The Ridge respondió que si Tecumseh ponía un pie dentro de la Nación Cheroqui lo mataría. El jefe lo consideraba una amenaza para la estabilidad cheroqui, aunque Tecumseh había luchado junto a muchos de los líderes cheroqui a finales de la década de 1780 durante las guerras cheroqui-estadounidenses.
Algunas semanas después de ese Concilio, se produjo el terremoto de Nuevo Madrid de 1812, que afectó a la mayor parte del continente de América del Norte con réplicas durante semanas después. Rápidamente se difundió la leyenda de que después de su rechazo por parte de los Cheroqui en Tuckabatchee, Tecumseh había prometido que cuando regresara a casa pisotearía la tierra con su pie para que la ira del Gran Espíritu viniera sobre la Tierra. En una reunión del Consejo celebrada en Ustanali algunas semanas después, Tsali se pronunció a favor de una alianza con Tecumseh. The Ridge, ampliamente reconocido como el mejor orador de la nación Cheroqui, argumentó en contra de lo que había dicho. Los partidarios de Tsali atacaron a The Ridge, que sólo se salvó gracias a la intervención de un amigo. El desafío de Ridge a Tsali hizo que el profeta perdiera la cara ante el Consejo, que había estado a punto de votar casi por unanimidad a favor de la guerra de Tecumseh. Tsali profetizó un gran apocalipsis para la nación Cheroqui y dijo que el único refugio seguro serían las Montañas Great Smoky del oeste de Carolina del Norte, hacia donde luego partió.
En ese momento, el Consejo Nacional también rechazó los esfuerzos de The Ridge por conseguir apoyo para los estadounidenses en su conflicto con los británicos durante la Guerra de 1812. El Consejo solo se involucró en la Guerra Creek después de aliarse con los Creek para derrotar a los Red Sticks.

## Resistencia a la eliminación de Cheroqui

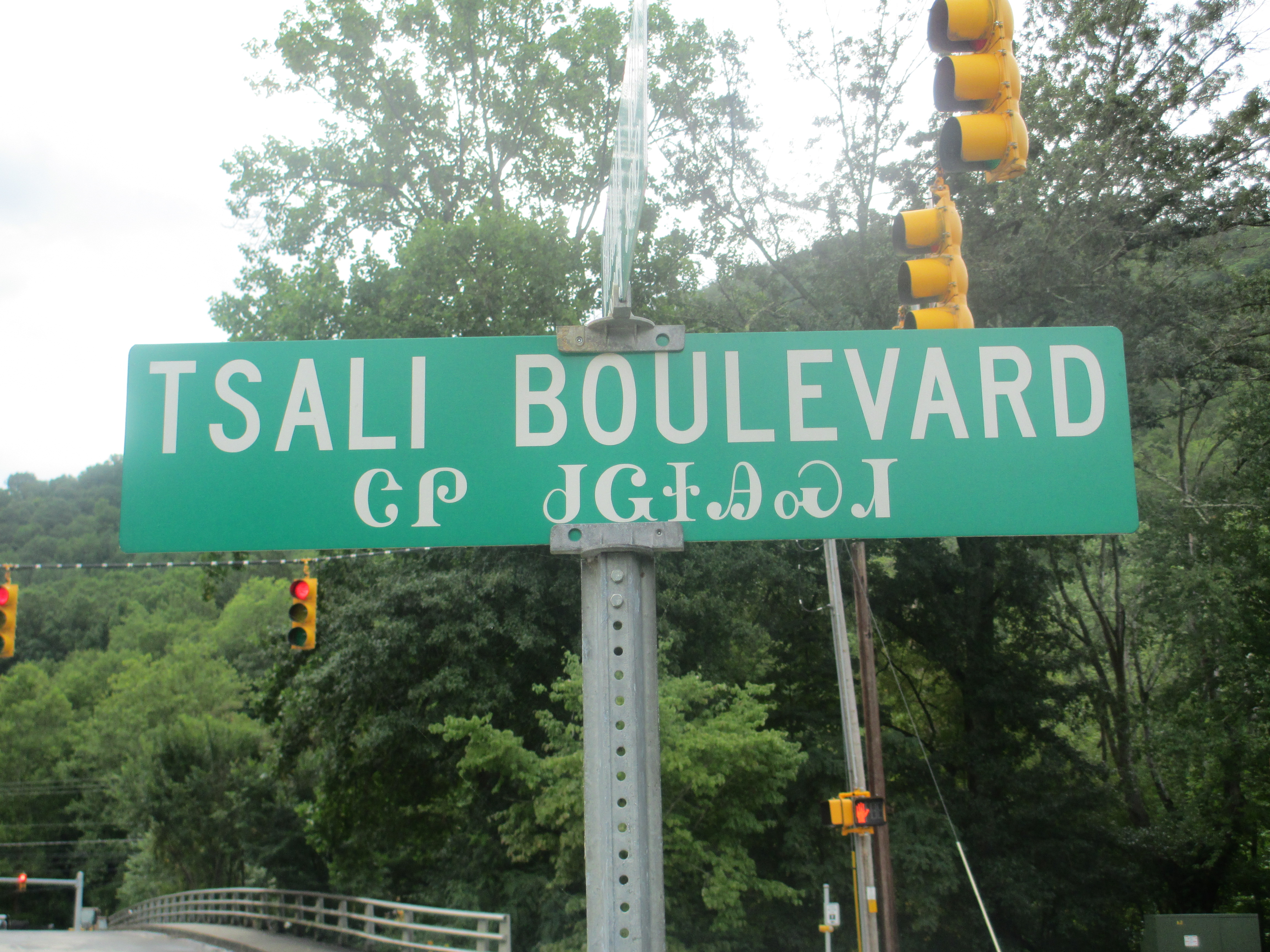
Tsali Boulevard en Cherokee, Carolina del Norte

Después del Tratado de Nueva Echota de 1835, el gobierno federal comenzó a reunir a los Cheroqui en preparación para el traslado forzoso a lo que se convertiría en territorio indio. Durante esta redada, un grupo de soldados llegó al pequeño grupo de granjas propiedad de la familia extensa de Tsali en las montañas Snowbird del oeste de Carolina del Norte. Tsali y su familia (incluidos su esposa, su hermano, sus tres hijos y sus familias) fueron tomados por sorpresa. Fueron conducidos a punta de bayoneta hacia la Agencia India regional en el río Hiwassee. En un momento dado, la esposa de Tsali se detuvo para atender las necesidades de su bebé, y uno de los guardias la azotó, la empujó con su bayoneta y la obligó a seguir su camino.:: 235 Según un relato de segunda mano del hijo de Tsali, Wasidana, la madre y el bebé fueron obligados a montar a caballo y, en el proceso, "... ella quedó colgada del pie en el estribo. Luego su bebé cayó. Se fue en esa dirección, allá afuera, y le partió la cabeza. Y murió en ese momento..." En respuesta, la familia atacó a la escolta militar. Un guardia murió y el resto resultó herido o sometido.
Tsali y sus familiares huyeron a las montañas y se escondieron durante algún tiempo en una cueva en las  Montañas Great Smoky. El general Winfield Scott estaba desconcertado por la situación. No tenía suficientes tropas para rastrear a los indios en la escarpada región, ni estaba seguro de querer hacerlo. Pero si la libertad de Tsali no se cuestionara, se daría un ejemplo desfavorable a otros cheroquis. La noticia de la exitosa fuga y evasión del grupo de Tsali pronto llegó a otros grupos de indios de la región. Los Cheroquis de las montañas, primero por docenas y luego por cientos, se unieron a él en el escondite. Vivían de raíces y bayas mientras estaban al borde de la inanición.
Tanto John Ross, jefe principal de la nación Cheroqui, como Yonaguska, jefe principal de la Banda Oriental de Cheroqui, condenaron las acciones de Tsali. Se ofrecieron a capturarlo a él y a sus guerreros, en los términos más fuertes, y se ofrecieron a ayudarlo a él y a su familia. A Yonaguska se le asignó la tarea y pidió ayuda a su amigo Utsala en el río Nanthahala, con la esperanza de obtener permiso para permanecer en el estado como compensación por su esfuerzo.[cita requerida]

## Rendición y muerte
El general Winfield Scott finalmente reclutó los servicios de William Holland Thomas, un abogado blanco que había sido adoptado por la tribu en su juventud. También había representado a la tribu en negociaciones con el gobierno federal sobre las deportaciones. Thomas recibió un mensaje para el líder de los fugitivos. Si Tsali y su familia se entregaran a la justicia militar, el resto de los Cheroqui en las montañas podrían permanecer libres. Al oír esto, Tsali, su hermano y sus hijos bajaron de las montañas y se entregaron.
Tsali y dos de sus hijos fueron ejecutados. El hijo menor de Tsali, Wasidana, se salvó, y más tarde contó que su familia había sido fusilada por un pelotón de prisioneros cheroqui, obligados a actuar como una forma de inculcar a los indios la desesperanza de su situación. Al resto de la gran familia de Tsali se le permitió permanecer bajo el paraguas de la Banda Oriental.

## Legado
Tsali Boulevard, una importante arteria de tráfico en Cherokee, Carolina del Norte, lleva su nombre en su honor. Se puede ver un relato altamente ficticio del asunto en la presentación anual de un drama Cheroqui en Qualla Boundary en la obra Unto These Hills, que fue escrita por Kermit Hunter en 1950, una historia que sobrevive cerca de la escena de su original promulgación.